# Pelochyta draudti
Pelochyta draudti là một loài bướm đêm thuộc phân họ Arctiinae, họ Erebidae.